# Saint-Laurent-de-Trèves
Saint-Laurent-de-Trèves är en kommun i departementet Lozère i regionen Occitanien i södra Frankrike. Kommunen ligger i kantonen Florac som tillhör arrondissementet Florac. År 2018 hade Saint-Laurent-de-Trèves 194 invånare.

## Befolkningsutveckling
Antalet invånare i kommunen Saint-Laurent-de-Trèves
| Referens: INSEE |